# Duddell Street
Duddell Street (chinois traditionnel : 都爹利街 ; pinyin : Dūdiēlì Jiē) est une petite rue située près du quartier de Lan Kwai Fong dans le district Central de Hong Kong. Son nom vient de George et Frederick Dudell, deux frères qui possédaient des propriétés dans la zone au XIXe siècle. Elle se déploie entre Ice House Street et Queen's Road. La rue a été reconnue par la municipalité de Hong Kong comme monument notamment parce qu'elle dispose des quatre dernières lampes de la ville utilisant du gaz d'éclairage.

## Histoire
Duddell Street est une petite rue qui, à son extrémité sud, est reliée à Ice House Street par un escalier en granit construit entre 1875 et 1889. La rue a été nommée en l'honneur de George et Frederick Duddell. Tous deux possédaient des terrains dans la région à l'époque où la ville était colonie britannique. Ils avaient émigrés depuis Macao en 1841 à la suite de l'annexion de Hong Kong. George était commissaire-priseur ce qui lui permit d'acquérir d'acquérir des terrains. Quand Frederick et sa femme moururent, ils furent enterrés à Macao dans l'ancien cimetière protestant.

## Lampes à gaz

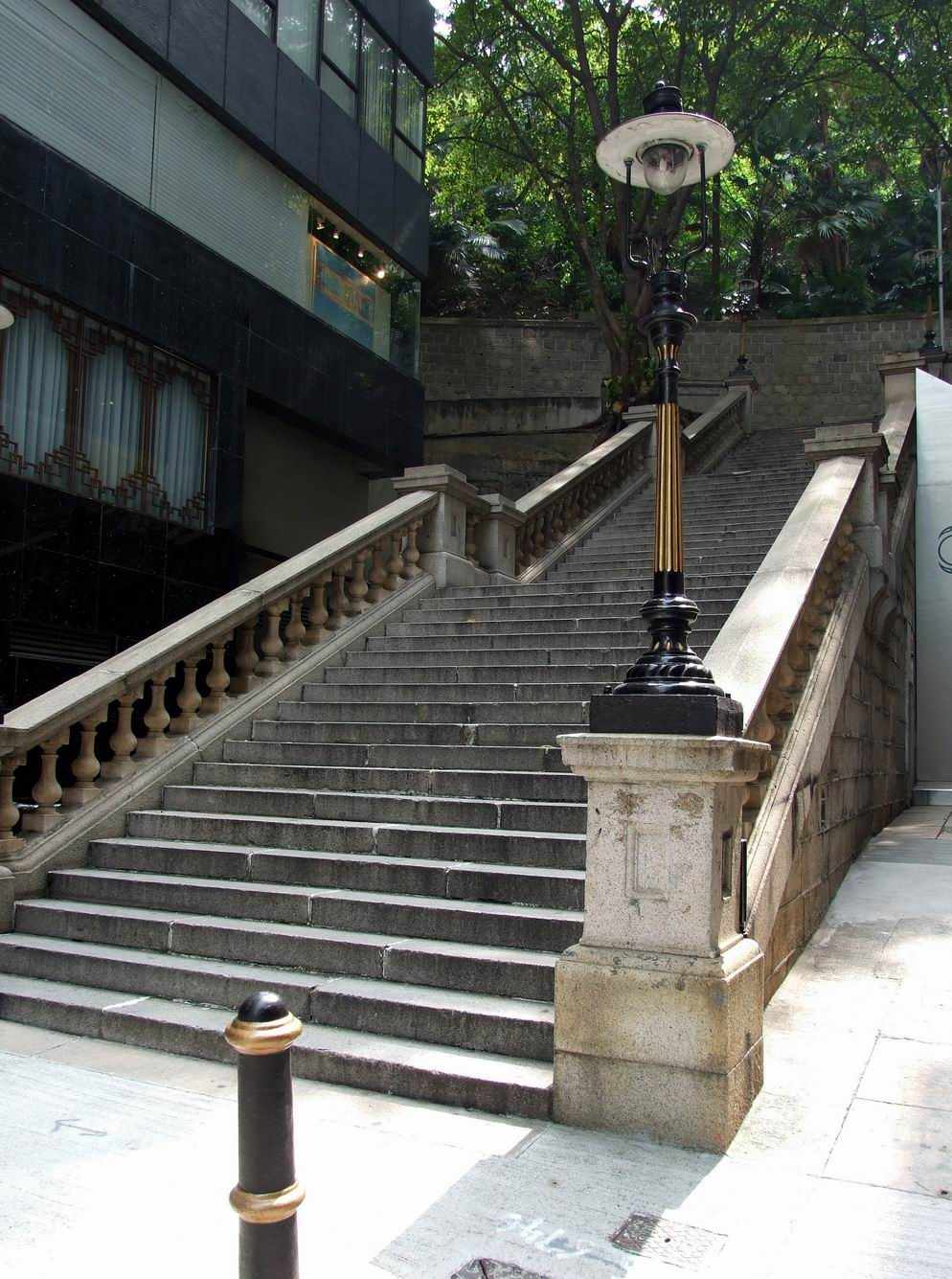
Lampes à gaz et escalier de Duddell Street

La rue est connue pour avoir les quatre dernières lampes de la ville utilisant du gaz d'éclairage. Les autres lampes de Hong Kong sont maintenant toutes électriques. L'entreprise Hong Kong and China Gas maintient ces lampes en usage pour leur intérêt historique. Les escaliers et les lampes à gaz de Duddell Street ont été déclarées monuments de Hong Kong par la municipalité.

## Magasins
En juin 2009, le magasin de design G.O.D. a collaboré avec Starbucks pour créer un bing sutt (café traditionnel de Hong Kong) dans leur magasin de Duddell Street. Le résultat mêlait l'aspect rétro et moderne des cafés de la ville.
En avril 2012, le magasin principal de la marque de vêtements Shanghai Tang a ouvert au numéro 1 de Duddell Street. Il est connu sous le nom de Shanghai Tang Mansion. Il occupe 1 400 m² a été conçu par l'agence Design MVW.